# Цзяюйгуань
Цзяюйгуань (кит. спр. 嘉峪关市, піньїнь: Jiāyùguān Shì) — місто-округ в китайській провінції Ганьсу. 

## Географія
Цзяюйгуань розташовується у західній частині провінції на північ від пасма Ціляньшань в Гобійській пустелі.

### Клімат
Місто знаходиться у зоні, котра характеризується кліматом пустель помірного поясу. Найтепліший місяць — липень із середньою температурою 21.7 °C (71 °F). Найхолодніший місяць — січень, із середньою температурою -9.4 °С (15 °F).
| Клімат Цзяюйгуаня       | Клімат Цзяюйгуаня | Клімат Цзяюйгуаня | Клімат Цзяюйгуаня | Клімат Цзяюйгуаня | Клімат Цзяюйгуаня | Клімат Цзяюйгуаня | Клімат Цзяюйгуаня | Клімат Цзяюйгуаня | Клімат Цзяюйгуаня | Клімат Цзяюйгуаня | Клімат Цзяюйгуаня | Клімат Цзяюйгуаня | Клімат Цзяюйгуаня |
| Показник                | Січ.              | Лют.              | Бер.              | Квіт.             | Трав.             | Черв.             | Лип.              | Серп.             | Вер.              | Жовт.             | Лист.             | Груд.             | Рік               |
| Абсолютний максимум, °C | 8                 | 12                | 22                | 27                | 32                | 36                | 35                | 35                | 31                | 26                | 17                | 7                 | 36                |
| Середній максимум, °C   | −2                | 3                 | 10                | 17                | 22                | 27                | 28                | 28                | 22                | 15                | 5                 | 0                 | 15                |
| Середня температура, °C | −9                | −4                | 3                 | 9                 | 14                | 19                | 21                | 21                | 15                | 7                 | 0                 | −6                | 8                 |
| Середній мінімум, °C    | −16               | −11               | −3                | 2                 | 7                 | 12                | 15                | 14                | 8                 | 0                 | −6                | −12               | 1                 |
| Абсолютний мінімум, °C  | −28               | −27               | −13               | −8                | −2                | 6                 | 7                 | 7                 | −2                | −8                | −22               | −25               | −28               |
| Норма опадів, мм        | 0                 | 0                 | 0                 | 0                 | 0                 | 10                | 10                | 20                | 0                 | 0                 | 0                 | 0                 | 80                |
| Днів з дощем            | 1                 | 1                 | 1                 | 1                 | 1                 | 2                 | 2                 | 3                 | 0                 | 0                 | 0                 | 1                 | 18                |
| Вологість повітря, %    | 49                | 46                | 37                | 32                | 32                | 39                | 51                | 48                | 44                | 42                | 47                | 53                | 43                |
| ----------------------- | ----------------- | ----------------- | ----------------- | ----------------- | ----------------- | ----------------- | ----------------- | ----------------- | ----------------- | ----------------- | ----------------- | ----------------- | ----------------- |
| Джерело: Weatherbase    |                   |                   |                   |                   |                   |                   |                   |                   |                   |                   |                   |                   |                   |